# 12 aprilie
ianuarie • februarie • martie  • aprilie  • mai  • iunie  • iulie  • august  • septembrie  • octombrie  • noiembrie  • decembrie
12 aprilie este a 102-a zi a calendarului gregorian și ziua a 103-a în anii bisecți. Mai sunt 263 de zile până la sfârșitul anului.

## Evenimente

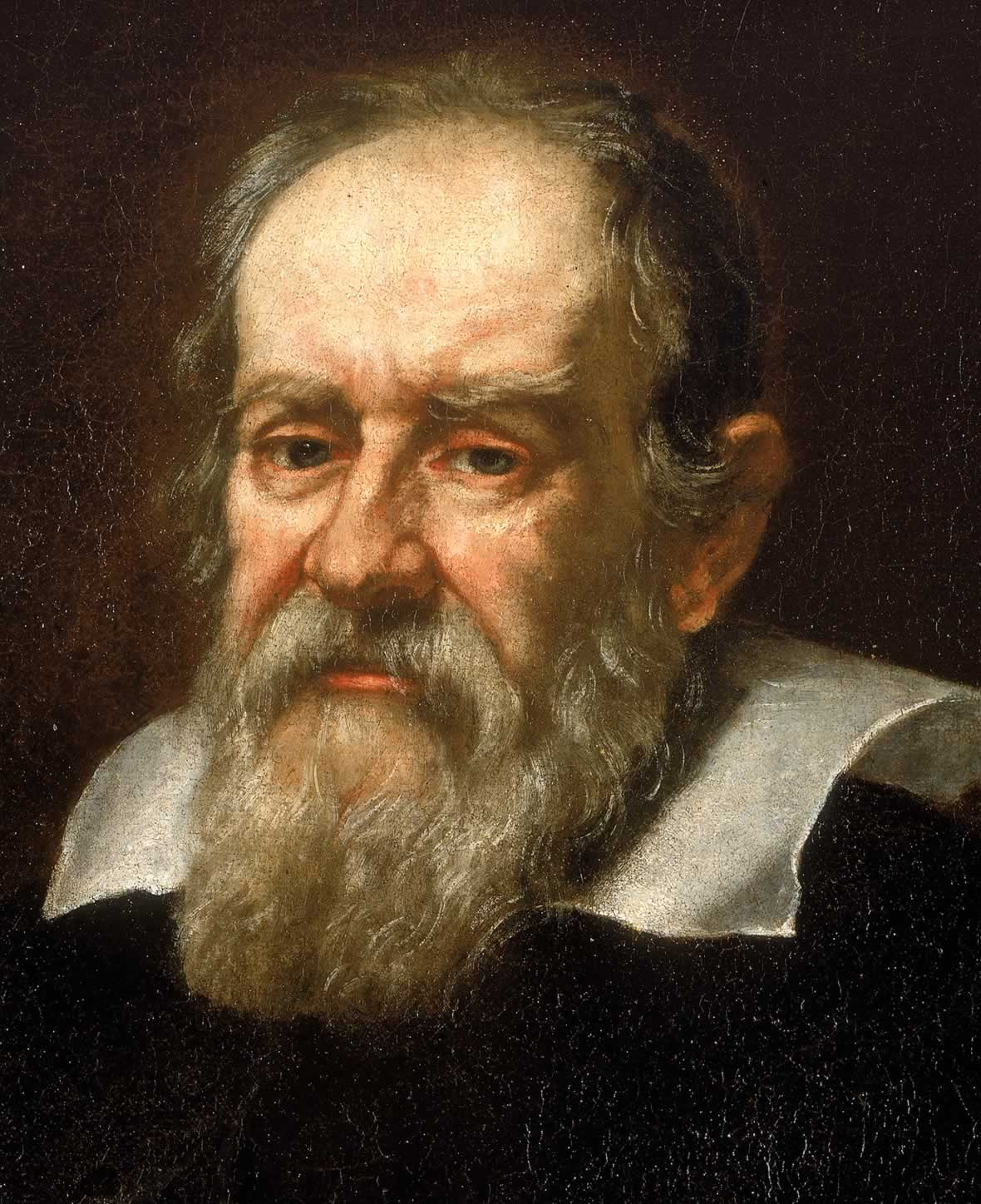
1633: Inchiziția a început interogatoriul lui Galileo Galilei la Roma cu privire la doctrina sa despre viziunea heliocentrică asupra lumii.

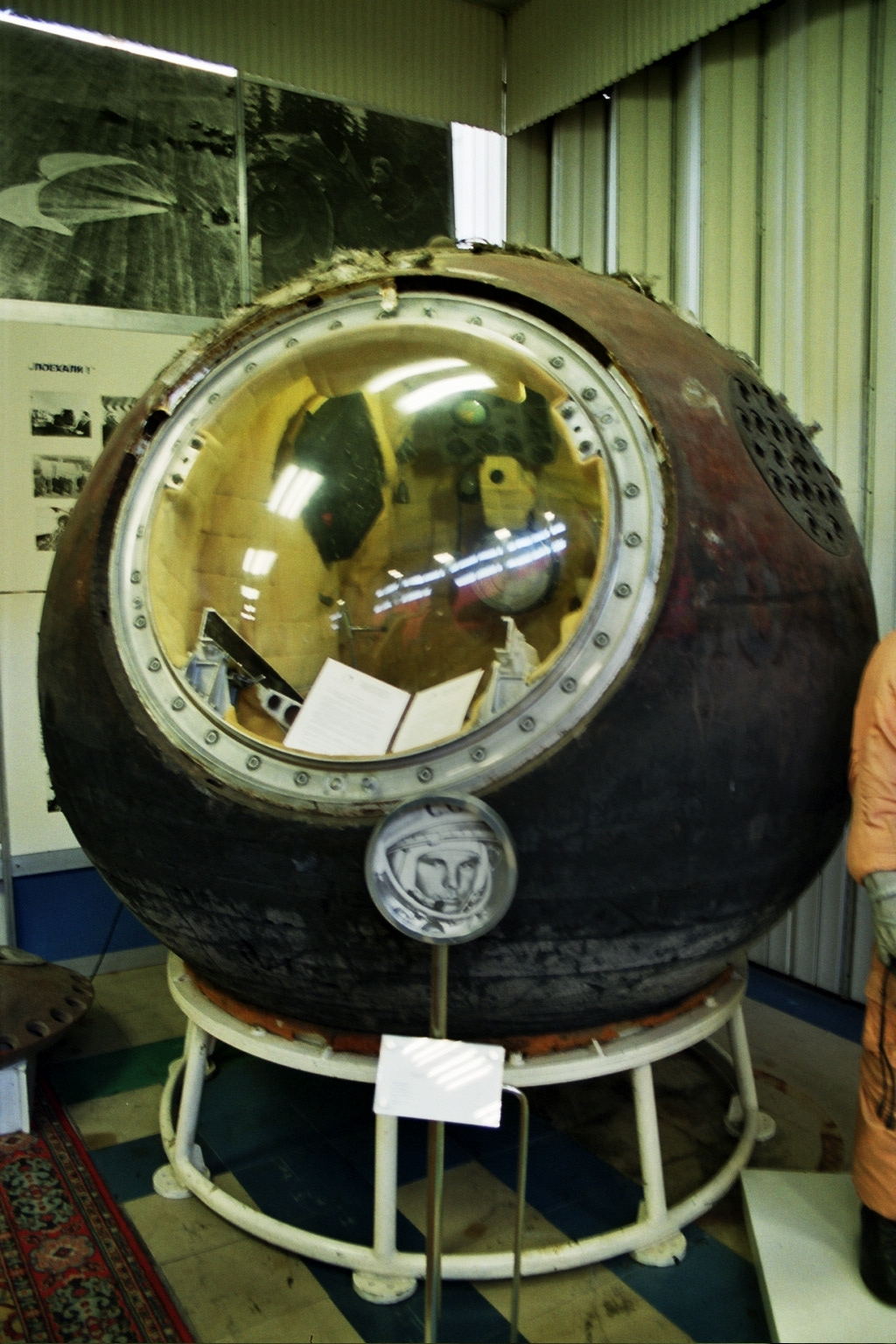
1961: Cursa spațială: cosmonautul sovietic Iuri Gagarin devine primul om care călătorește în spațiul cosmic și efectuează primul zbor orbital cu echipaj la bordul navei Vostok I. În fotografie, capsula lui Gagarin astăzi păstrată la Muzeul RKK Energiya din Koroliov, Rusia.

- 0238: Gordian al II-lea pierde în Bătălia de la Cartagina împotriva forțelor loiale lui Maximin Tracul și este ucis. La auzul veștii, tatăl său, Gordian I, se sinucide.
- 0467: Anthemius este ales împărat al Imperiul Roman de Apus.
- 1457: Bătălia de lângă satul Dolhești, unde Ștefan cel Mare a înfrânt și alungat din scaunul țării pe Petru Aron.
- 1606: Pentru a sublinia uniunea personală dintre Anglia și Scoția, regele Iacob I/VI stabilește un steag comun al celor două țări prin decret. Union Jack este o suprapunere a crucii Sfântului Andrei scoțiană cu Crucea Sf. Gheorge englezească.
- 1633: Inchiziția a început interogatoriul lui Galileo Galilei la Roma cu privire la doctrina sa despre viziunea heliocentrică asupra lumii.
- 1789: Astronomul germano-britanic Wilhelm Herschel a descoperit galaxiile catalogate ca NGC 3310, NGC 3718 și NGC 3729 în timp ce explorează cerul din constelația Ursa Mare.
- 1814: Contele de Artois, viitorul rege Carol al X-lea al Franței, sosește din exil la Paris, după căderea lui Napoleon. Conform publicației Le Moniteur, contele spune: "În sfârșit revăd Franța! Nu s-a schimbat nimic, doar că se află în ea un francez mai mult." Era o parafrază după Napoleon când a pierdut tronul: "Curând nu va mai fi în Franța decât un francez mai puțin".
- 1820: Alexandru Ipsilanti este declarat lider al Eteriei, o organizație secretă pentru răsturnarea stăpânirii otomane asupra Greciei.
- 1861: A început războiul de secesiune din SUA, încheiat la 9 aprilie 1865.
- 1877: A început războiul ruso-turc. România a permis trecerea trupelor rusești pe teritoriul său. Turcii au bombardat localitățile românești de la Dunăre.
- 1914: A avut loc, la Londra, premiera piesei de teatru Pygmalion, a scriitorului englez, George Bernard Shaw.
- 1939: Albania a fost înglobată Italiei, sub forma unei uniuni personale. Victor Emanuel al III-lea al Italiei, rege al Italiei (1900–1946), a fost încoronat rege al Albaniei (1939).
- 1943: Întâlnirea dintre conducătorul statului român, mareșalul Ion Antonescu, și Hitler, la castelul Klessheim. Hitler a cerut lui Antonescu să înceteze orice tatonări de pace cu puterile antifasciste.
- 1944: În cadrul tratativelor de la Stockholm, dintre F. Nanu, ambasadorul României, și Alexandra Kollontay, ambasadoarea URSS, sovieticii au propus încheierea unui armistițiu, cu următoarele condiții: întoarcerea armelor contra Germaniei, restabilirea frontierei din 1940 de după ocuparea Basarabiei și a Bucovinei de nord, dintre România și URSS, plata unor reparații și despăgubiri de război.
- 1945: Participanții la Mișcarea Tineretului Progresist hotărăsc crearea unei organizații unitare, intitulată Tineretul Progresist din România. Congresul acesteia are loc la 22 octombrie - 24 octombrie 1945.
- 1945: Președintele american Franklin D. Roosevelt moare în timp ce era în funcție; vice-președintele Harry Truman depune jurământul ca cel de-al 33-lea președinte al Statelor Unite.
- 1955: Doctorul Jonas Salk anunță folosirea cu succes a vaccinului împotriva poliomielitei.
- 1961: Cursa spațială: cosmonautul sovietic Iuri Gagarin devine  primul om care călătorește în spațiul cosmic și efectuează primul zbor orbital cu echipaj la bordul navei Vostok I. Zborul a durat 108 de minute.
- 1966: Primul bombardament american asupra R.D. Vietnam.
- 1967: A fost inaugurat Teatrul Ahmanson din Los Angeles.
- 1970: S-au deschis pentru circulație primele două benzi ale autostrăzii București–Pitești.
- 1981: A avut loc zborul primei navete spațiale NASA, Columbia, care s-a pulverizat, din cauze necunoscute și a ars aproape în întregime, în data de 1 februarie 2003.
- 1997: A fost parafat Acordul privind aderarea României la Acordul Central European de Comerț Liber (CEFTA).
- 2000: În cursul unei ceremonii impresionante, Papa Ioan Paul al II-lea a făcut o mea culpa istorică pentru toate greșelile Bisericii Catolice.
- 2000: Poliția columbiană a arestat 49 de membri ai unei rețele internaționale de heroină; a fost arestat și un văr al celebrului traficant de droguri Pablo Escobar.
- 2000: Cel puțin 15 persoane au fost ucise și alte circa 20 rănite în cursul unui atac cu grenade și arme automate care a avut loc într–o moschee șiită din Malhowali, localitate din Nord–Estul Pakistanului.

## Nașteri
- 1577: Regele Christian al IV-lea al Danemarcei (d. 1648)
- 1748: Antoine-Laurent de Jussieu, botanist francez (d. 1836)
- 1777: Henry Clay, politician american (d. 29 iunie 1852)
- 1794: Germinal Pierre Dandelin, matematician belgian (d. 1847)
- 1826: Auguste Feyen-Perrin, pictor francez (d. 1888)
- 1839: Nikolai Mihailovici Prjevalski, explorator rus (d. 1888)
- 1840: Ferdinand Roybet, pictor francez (d. 1920)

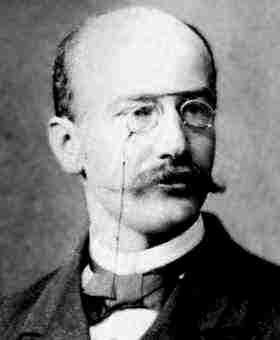
Ferdinand von Lindemann, matematician german
Robert Delaunay, pictor francez
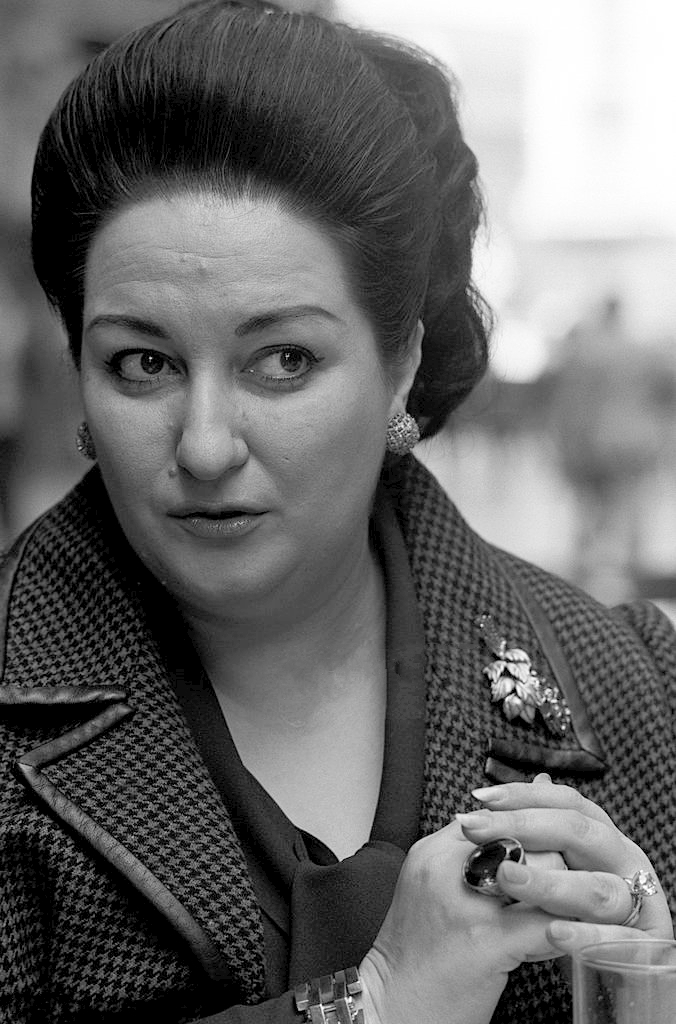
Montserrat Caballé, cântăreață spaniolă de operă

- 1852: Ferdinand von Lindemann, matematician german (d. 1939)
- 1866: Prințesa Victoria a Prusiei (d. 1929)
- 1885: Robert Delaunay, pictor francez (d. 1941)
- 1899: Tudor Teodorescu Braniște, scriitor și ziarist român (d. 1969)
- 1928: Hardy Krüger, actor german (d. 2022)
- 1930: Helmut Arz, pictor și grafician român, stabilit în Germania
- 1932: Jean-Pierre Marielle, actor francez de film (d. 2019)
- 1933: Montserrat Caballé, cântăreață spaniolă de operă (d. 2018)
- 1935: Aldo Puglisi, actor italian
- 1940: Mircea Martin, scriitor român
- 1942: Carlos Reutemann, pilot argentinian de Formula 1 (d. 2021)
- 1944: George Anca, scriitor român (d. 2020)

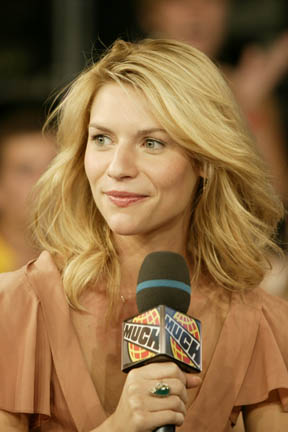
Claire Danes, actriță americană
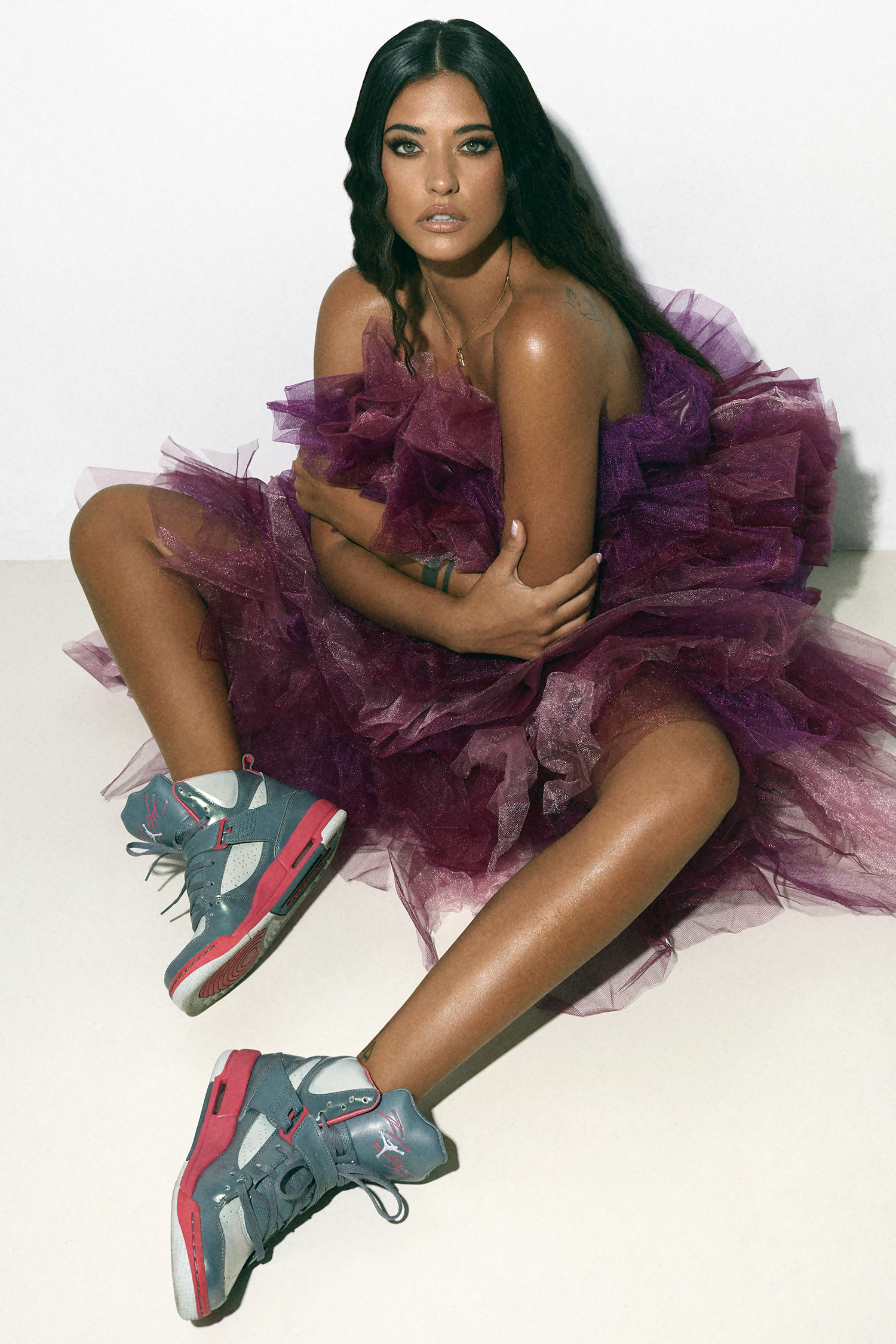
Antonia, cântăreață română
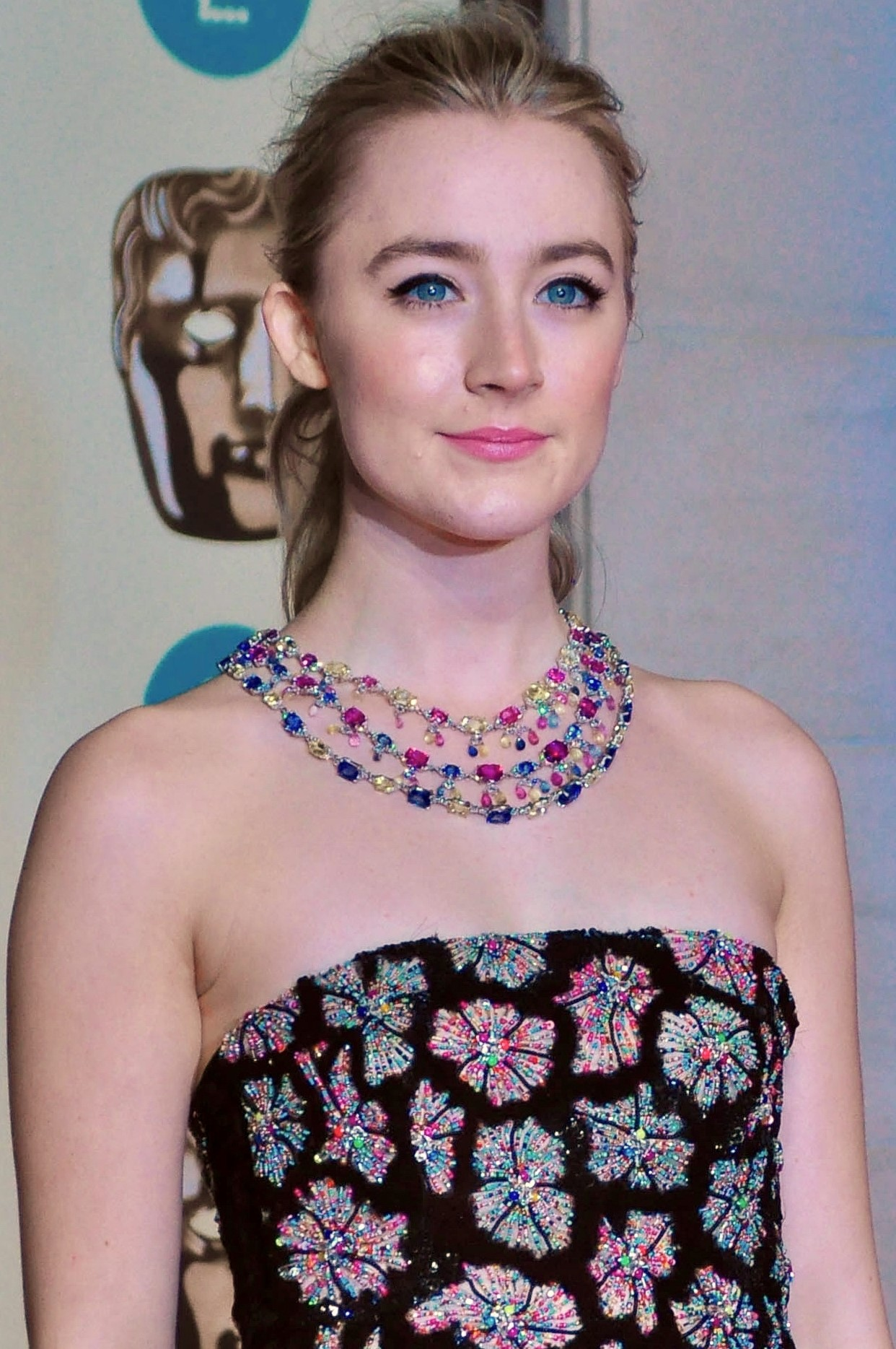
Saoirse Ronan, actriță americano-irlandeză

- 1948: Andrei Popescu, jurist și profesor universitar român, judecător al Tribunalului Uniunii Europene
- 1949: Florin Zamfirescu, actor român de teatru și film
- 1950: George Rădeanu, pictor român
- 1956: Andy Garcia, actor american
- 1962: Carlos Sainz, pilot spaniol de raliuri
- 1965: Mihai Stoica, fotbalist român
- 1971: Shannen Doherty, actriță americană (d. 2024)
- 1972: Cătălin Lucian Matei, politician român
- 1979: Claire Danes, actriță americană
- 1984: Emma Bejanyan, cântăreață armeancă
- 1985: Simona Gherman, scrimeră română
- 1989: Antonia Iacobescu, cântăreață română
- 1994: Saoirse Ronan, actriță americano-irlandeză

## Decese
- 0065: Lucius Annaeus Seneca, filosof roman
- 0238: Gordian I, împărat roman
- 0238: Gordian al II-lea, împărat roman
- 0352: Papa Iuliu I
- 1550: Claude, Duce de Guise (n. 1496)
- 1555: Ioana de Castilia, regină a Castiliei și a Aragonului (n. 1479)
- 1817: Charles Messier, asronom francez (n. 1730)
- 1828: Samuel Frederick Gray,  botanist, zoolog, micolog și farmacist englez (n. 1766)
- 1838: Johann Adam Möhler, teolog german, precursor al ecumenismului (n. 1796)

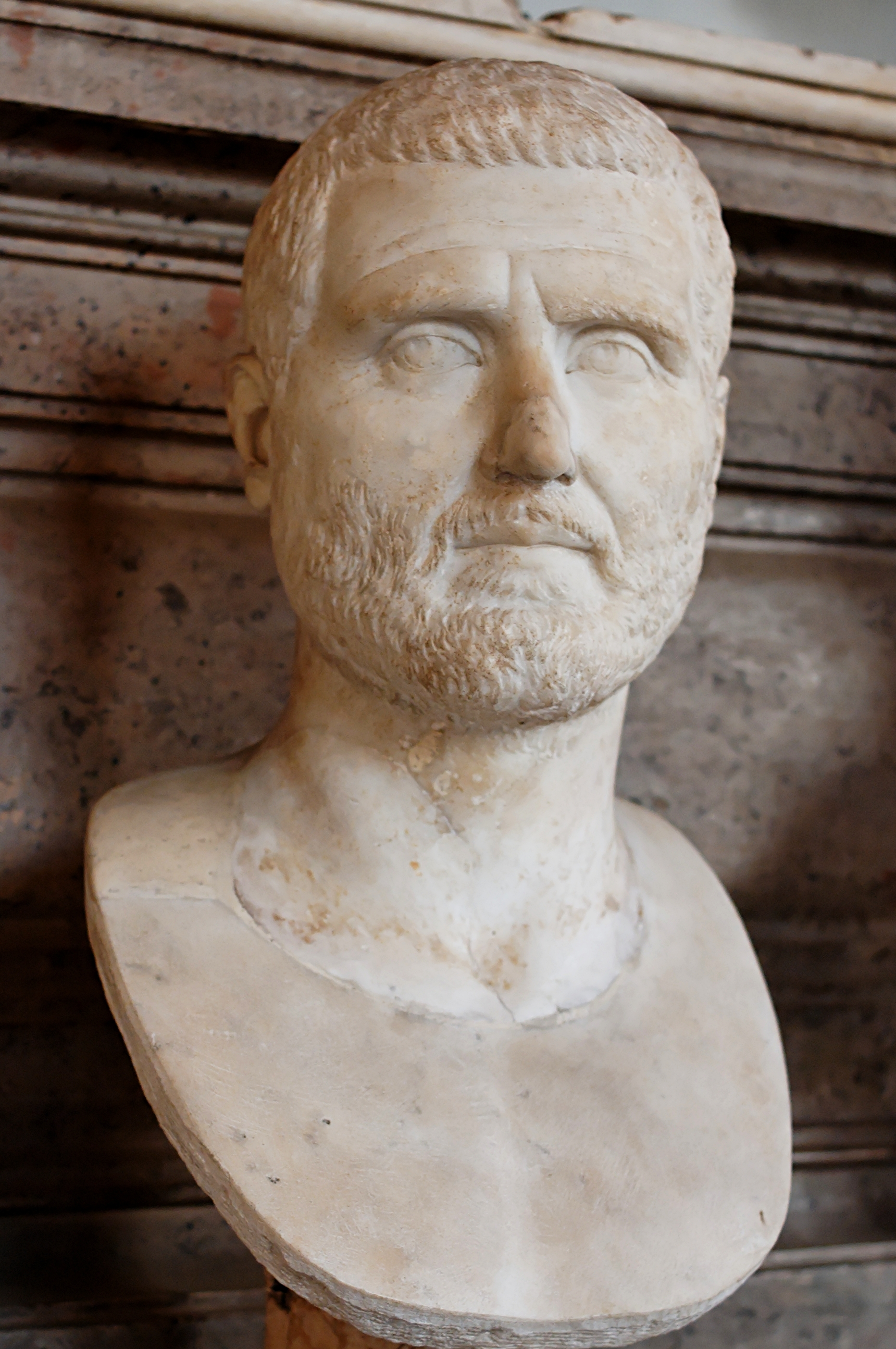
Gordian I, împărat roman
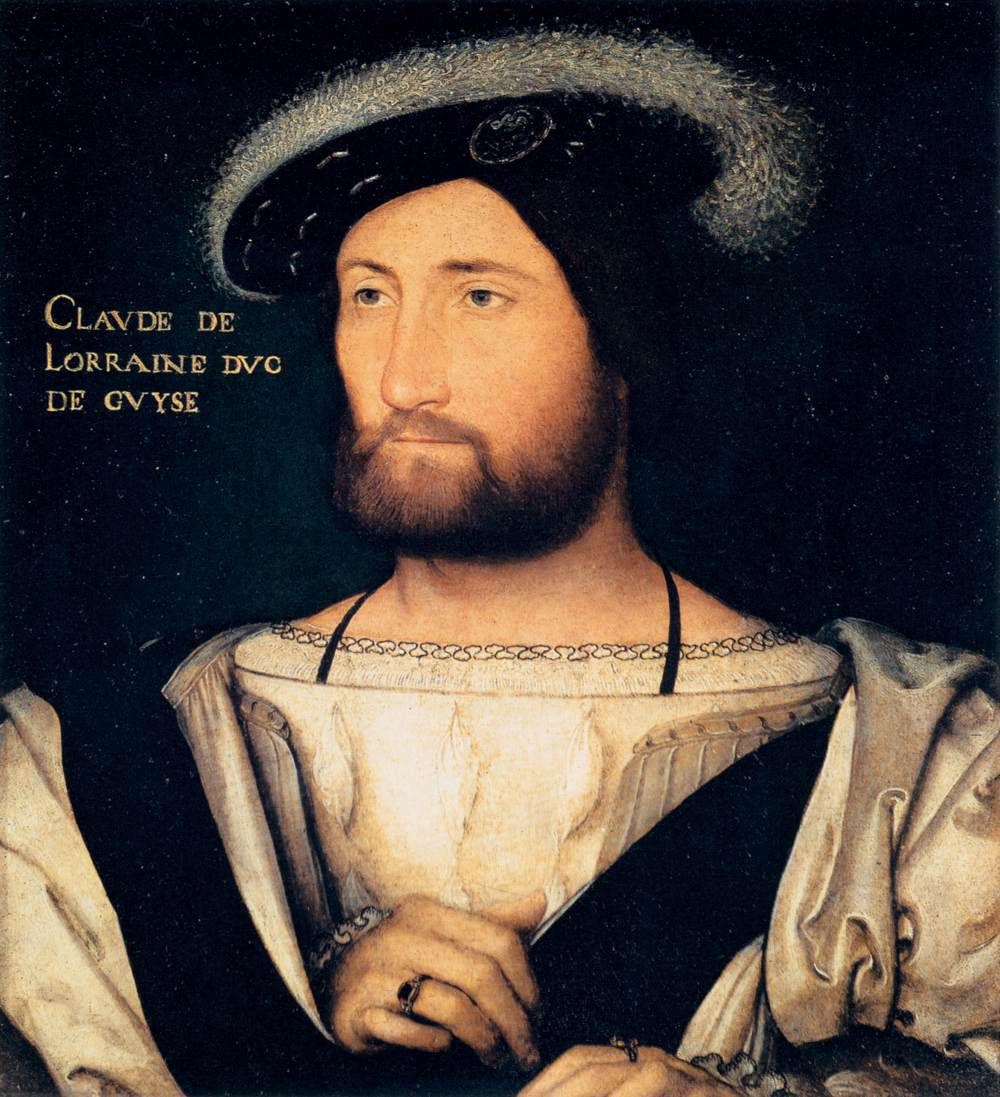
Claude, Duce de Guise
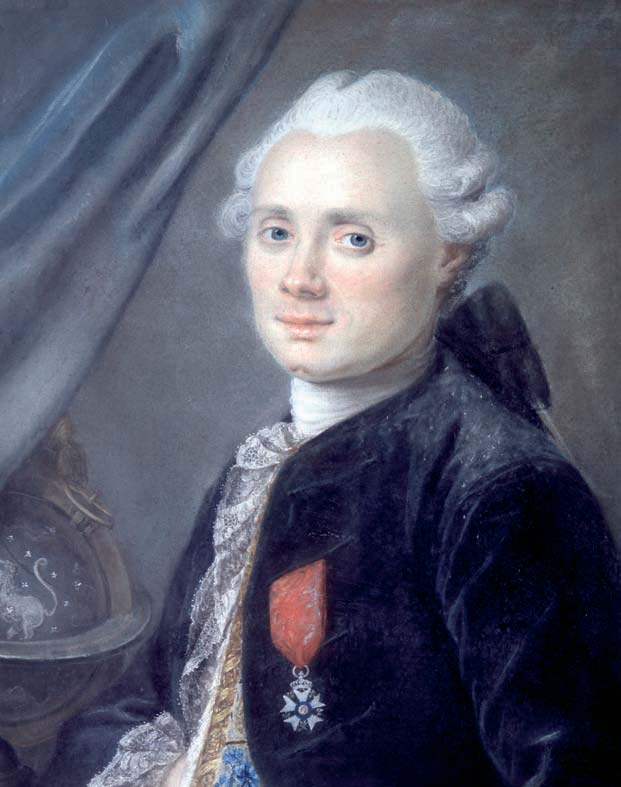
Charles Messier, asronom francez

- 1860: Ernst I, Prinț de Hohenlohe-Langenburg (n. 1794)
- 1869: Prințesa Ida de Waldeck și Pyrmont (n. 1796)
- 1891: Olga Feodorovna de Baden, soția soția Marelui Duce Mihail Nicolaievici al Rusiei (n. 1839)
- 1895: Silvestru Morariu Andrievici, cleric ortodox român, arhiepiscop al Cernăuților și mitropolit al Bucovinei și Dalmației (1880-1895) (n. 1818)
- 1938: Feodor Șaliapin, bas rus (n. 1873)
- 1945: Franklin Delano Roosevelt, al 32-lea președinte al Statelor Unite ale Americii (n. 1882)
- 1961: Gheorghe Manu, fizician român (n. 1903)
- 1962: Constantin I. Gane, scriitor român (n. 1885)

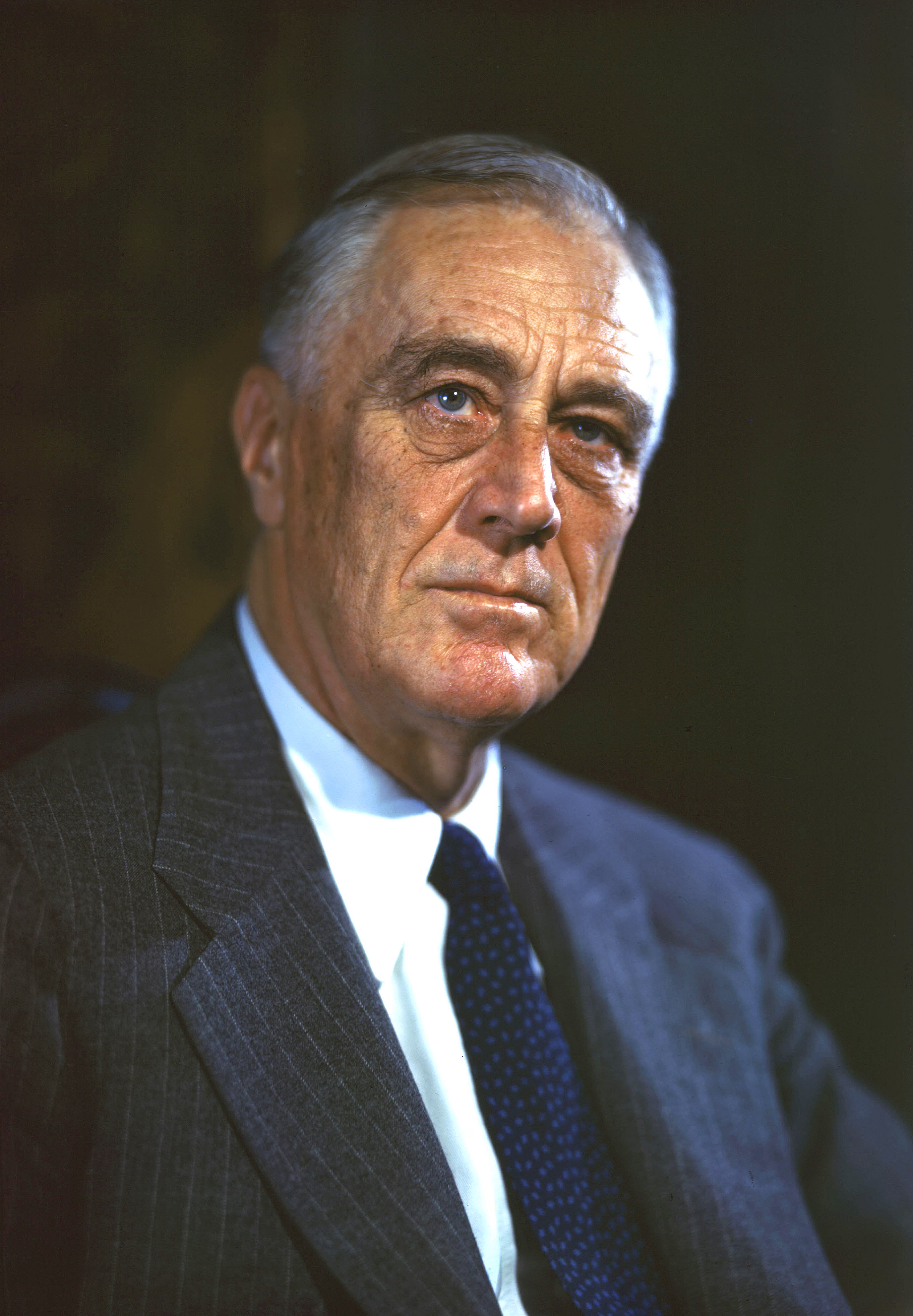
Franklin Delano Roosevelt, al 32-lea președinte al SUA
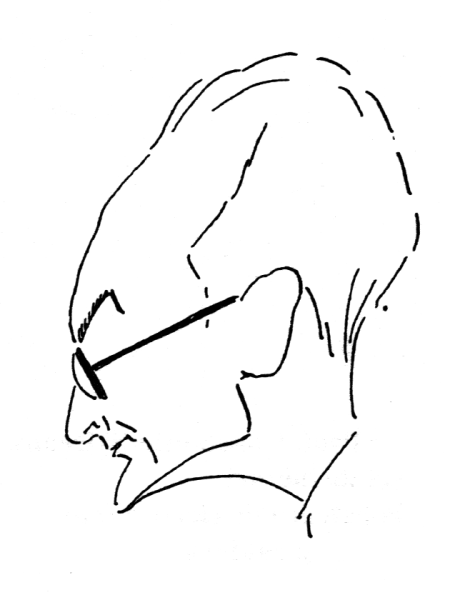
Gheorghe Manu, fizician român
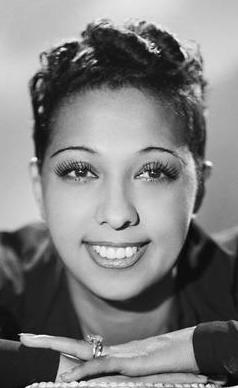
Josephine Baker, dansatoare americană

- 1971: Igor Evghenievici Tamm, fizician sovietic, laureat Nobel (n. 1895)
- 1975: Josephine Baker, cântăreață și dansatoare americană (n. 1906)
- 1985: Seiji Miyaguchi, actor japonez (n. 1913)
- 2000: Corneliu Revent, actor român (n. 1937)
- 2011: Ioan M. Anton, inginer român, membru al Academiei Române (n. 1924)
- 2012: Gabriel Țepelea, academician, fost vicepreședinte al PNȚCD (n. 1934)
- 2015: Feliks Netz, poet polonez (n. 1939)
- 2017: Charlie Murphy, actor, comedian și scenarist american (n. 1959)
- 2020: Stirling Moss, pilot englez de Formula 1 (n. 1929)
- 2020: Adrian Lucaci, fotbalist român (n. 1966)
- 2022: Gilbert Gottfried, actor de comedie american (n. 1955)
- 2022: Traian Stănescu, actor român (n. 1940)

## Sărbători
- Ziua mondială a aviației și a cosmonauticii
- În calendarul creștin-ortodox: Sf. Vasile Mărturisitorul, Episcopul Pariei; Sf. Cuv. Antuza; Sf. Mc. Sava de la Buzău; În 2015 și 2026: Paștele creștin ortodox (Învierea Domnului).